# Аднан Абу Валид ас-Сахрави
Аднан Абу Валид ас-Сахрави (араб. عدنان أبو وليد الصحراوي‎, Эль-Аюн, 16 февраля 1973 — 16 сентября 2021) — сторонник Исламского государства, бывший боец Фронта Полисарио, один из основателей салафитской группы Джамаат ат-Таухид валь-Джихад фи Гарб Африкийя, затем член Аль-Мурабитун, затем — Исламского государства, халифу которого он дал байат в мае 2015 года первым в Сахеле.

## Биография и активность
Родился в Эль-Аюне на территории оккупированной Марокко Западной Сахары. Дед — Хатри ульд Саида ульд Юмани. В ходе боевых действий стал беженцем и проживал на территории лагеря Фронта Полисарио в Алжире. В 1990 году вступил в Народную армию освобождения сахрави. Окончил Военную школу им. шахида эль-Уали (араб. مدرسة الشهيد الولي العسكرية‎). Жил в аль-Хагунья (Даира). В 2011 году стал одним из основателей Джамаата ат-Таухид валь-Джихад фи Гарб Африкийя, войдя в её Шуру (высший совет), где стал официальным медиапредставителем группы. Организовал похищение нескольких работников гуманитарных организаций в лагере беженцев в Тиндуфе. В 2013 году организация трансформировалась в Аль-Мурабитун. 19 мая взял на себя ответственность за похищение румынского охранника в шахте у Тамбао.
В мае 2015 года в организации случился раскол: ас-Сахрави с частью группы дал байат халифу аль-Багдади, но Мухтар Бельмухтар выступил с заявлением о сохранении присяги аз-Завахири и неправомерности действий ас-Сахрави, так как тот не входил в Шуру. 14 июня, по информации Эль-Ватан, к северу от Гао между двумя группами произошло боестолкновение, в котором ас-Сахрави был ранен и потерял 14 бойцов убитыми. В январе 2016 года амир Аль-Каиды по Сахелю Яхья Абу-ль-Хаммам в интервью мавританскому изданию alakhbar.info обругал ас-Сахрави за байат халифу, но сказал, что контакты они до сих пор поддерживали. 1 сентября 2016 года группа из 2 (или 4) боевиков атаковала таможенный пропускной пункт в Маркое, убив таможенника и гражданского. 12 октября в районе Интангом были убиты 4 солдата армии Буркина-Фасо. 17 октября группа ас-Сахрави в десяток бойцов провела неудавшуюся атаку на тюрьму Кутукале. 30 октября 2016 года ИГ с задержкой признало байат ас-Сахрави.
4 октября 2019 года США предложили вознаграждение в размере 5 миллионов долларов в рамках программы Rewards for Justice за информацию о его местонахождении.
Был убит 17 сентября 2021 года французским беспилотником в Мали.